# Kaundorf (Luksemburg)
Kaundorf (lb. Kauneref) – wieś (Uertschaft) w północnym Luksemburgu, w kantonie Wiltz, w gminie Lac de la Haute-Sûre. Do 3 października 2015 miejscowość leżała w dystrykcie Diekirch, a do 31 grudnia 1978 należała do gminy Mecher. Liczy 349 mieszkańców (31 grudnia 2022).